# 恩佐·馬里
恩佐·馬里 （義大利語：Enzo Mari，1932年12月31日—2020年10月19日）是著名的意大利現代派藝術家和家具設計師，出生於義大利諾瓦拉，並曾在1962年到1956年就讀於米蘭布雷拉美術學院。
馬里的創作靈感主要源自美術工藝運動與共產主義。

## 生平
1978年與藝術史學家Lea Vergine結婚。在2020年義大利新冠肺炎流行期間確診新冠肺炎，並在2020年10月19日去世，享年88歲。他的妻子也在一天後死於新冠肺炎。